# Return of the Swarm
Return of the Swarm – kompilacyjny album amerykańskiej grupy hip-hopowej Wu-Tang Clan, wydany 2 lipca 2007 roku nakładem 101 Distribution Records. Miesiąc po premierze albumu ukazał się album Return of the Swarm, Vol. 4, który zawiera te same utwory co Return of the Swarm.

## Lista utworów
Informacje o utworach pochodzą ze strony hoanzl.at.
1. Paychecks
  - Wykonanie: Ghostface Killah, Strife
2. Smith Brothers
  - Wykonanie: Ghostface Killah
3. Gorilla Hood
  - Wykonanie: Ghostface Killah
4. Splash
  - Wykonanie: Ghostface Killah
5. Holla
  - Wykonanie: Ghostface Killah
6. Set It Off '03
  - Wykonanie: Ghostface Killah, Strife
7. Uh Huh Remix
  - Wykonanie: Method Man
8. Drummer
  - Wykonanie: Ghostface Killah, Smith Bros, Trife, Streetlife
9. The Turn
  - Wykonanie: Method Man, Raekwon
10. The Thing
  - Wykonanie: Method Man, RZA
11. The Show
  - Wykonanie: Method Man
12. After Party
  - Wykonanie: Method Man, Ghostface Killah
13. Clientle Kids
  - Wykonanie: Ghostface Killah, Fat Joe, Raekwon
14. AA Over Again
  - Wykonanie: Raekwon
15. Smith Bros
  - Wykonanie: Raekwon
16. Willie
  - Wykonanie: Raekwon
17. Big Splendor
  - Wykonanie: Raekwon
18. You’ll Never Know
  - Wykonanie: RZA
19. Breaks
  - Wykonanie: RZA
20. Money
  - Wykonanie: RZA, Masta Killa
21. Saian
  - Wykonanie: Method Man, Ghostface Killah, RZA
22. Sword Play
  - Wykonanie: Inspectah Deck
23. City High
  - Wykonanie: Inspectah Deck
24. Framed
  - Wykonanie: Kool G Rap, Inspectah Deck, Killa Sin
25. Fame (Remix)
  - Wykonanie: GZA
26. Animal Planet
  - Wykonanie: GZA
27. No Said Date
  - Wykonanie: Masta Killa
28. Old Man
  - Wykonanie: Masta Killa, RZA, Ol’ Dirty Bastard
29. Silverback
  - Wykonanie: Masta Killa, Inspectah Deck
30. Dirty and Stink
  - Wykonanie: Method Man, Ol’ Dirty Bastard
31. Pop Shit
  - Wykonanie: Ol’ Dirty Bastard
32. Welcome Home
  - Wykonanie: Ol’ Dirty Bastard